# Kabinet-Schlüter III
Het kabinet–Schlüter III was de regering van het Koninkrijk Denemarken van 4 juni 1988 tot 18 december 1990.

## Kabinet–Schlüter III (1988–1990)
| Ambtsbekleder                                          | Ambtsbekleder         | Ambtsbekleder                      | Functie                          | Ambtstermijn      | Ambtstermijn     | Partij |
| ------------------------------------------------------ | --------------------- | ---------------------------------- | -------------------------------- | ----------------- | ---------------- | ------ |
|                                                        | Poul Schlüter         | Poul Schlüter (1929–2021)          | Premier                          | 10 september 1982 | 25 januari 1993  | DKF    |
|                                                        | Thor Pedersen         | Thor Pedersen (1945)               | Minister van Binnenlandse Zaken  | 10 september 1987 | 25 januari 1993  | VDL    |
| Minister voor Noorse Samenwerking                      | Thor Pedersen         | Thor Pedersen (1945)               | 4 juni 1988                      | 20 november 1992  |                  | VDL    |
|                                                        | Uffe Ellemann-Jensen  | Uffe Ellemann- Jensen (1941–2022)  | Minister van Buitenlandse Zaken  | 10 september 1982 | 25 januari 1993  | VDL    |
|                                                        | Palle Simonsen        | Palle Simonsen (1933–2014)         | Minister van Financiën           | 24 juli 1984      | 31 oktober 1989  | DKF    |
|                                                        | Henning Dyremose      | Henning Dyremose (1945)            | Minister van Financiën           | 31 oktober 1989   | 25 januari 1993  | DKF    |
|                                                        |                       | Erik Ninn -Hansen (1922–2014)      | Minister van Justitie            | 10 september 1982 | 10 januari 1989  | DKF    |
|                                                        |                       | Hans Peter Clausen (1928–1998)     | Minister van Justitie            | 10 januari 1989   | 5 oktober 1989   | DKF    |
|                                                        |                       | Hans Engell (1948)                 | Minister van Justitie            | 5 oktober 1989    | 25 januari 1993  | DKF    |
|                                                        | Niels Helveg Petersen | Niels Helveg Petersen (1939–2017)  | Minister van Economische Zaken   | 4 juni 1988       | 18 december 1990 | RV     |
|                                                        |                       | Nils Wilhjelm (1936–2018)          | Minister van Industrie en Handel | 12 maart 1986     | 1 december 1989  | DKF    |
|                                                        |                       | Anne Birgitte Lundholt (1952)      | Minister van Industrie en Handel | 1 december 1989   | 25 januari 1993  | DKF    |
|                                                        |                       | Knud Enggaard (1929)               | Minister van Defensie            | 4 juni 1988       | 25 januari 1993  | VDL    |
|                                                        |                       | Elsebeth Kock- Petersen (1949)     | Minister van Volksgezondheid     | 4 juni 1988       | 8 december 1989  | VDL    |
|                                                        |                       | Ester Larsen (1936)                | Minister van Volksgezondheid     | 8 december 1989   | 25 januari 1993  | VDL    |
|                                                        |                       | Aase Olesen (1934–2013)            | Minister van Sociale Zaken       | 4 juni 1988       | 18 december 1990 | RV     |
|                                                        | Henning Dyremose      | Henning Dyremose (1945)            | Minister van Arbeid              | 12 maart 1986     | 31 oktober 1989  | DKF    |
|                                                        |                       | Ester Larsen (1936)                | Minister van Arbeid              | 31 oktober 1989   | 25 januari 1993  | DKF    |
|                                                        | Bertel Haarder        | Bertel Haarder (1944)              | Minister van Onderwijs           | 10 september 1982 | 25 januari 1993  | VDL    |
| Minister van Hoger Onderwijs Wetenschap en Technologie | Bertel Haarder        | Bertel Haarder (1944)              | 10 september 1987                |                   | 25 januari 1993  | VDL    |
|                                                        |                       | Hans Peter Clausen (1928–1998)     | Minister van Transport           | 4 juni 1988       | 5 oktober 1989   | DKF    |
| Minister van Communicatie                              | 10 januari 1989       | Hans Peter Clausen (1928–1998)     |                                  | 4 juni 1988       |                  | DKF    |
|                                                        |                       | Knud Østergaard (1922–1993)        | Minister van Transport           | 5 oktober 1989    | 18 december 1990 | DKF    |
|                                                        |                       | Agnete Laustsen (1935–2018)        | Minister van Huisvesting         | 4 juni 1988       | 18 december 1990 | DKF    |
|                                                        |                       | Laurits Tørnæs (1936)              | Minister van Landbouw            | 10 september 1987 | 25 januari 1993  | VDL    |
|                                                        |                       | Lars Peter Gammelgaard (1945–1994) | Minister van Visserij            | 12 maart 1986     | 5 oktober 1989   | DKF    |
|                                                        |                       | Kent Kirk (1948)                   | Minister van Visserij            | 5 oktober 1989    | 25 januari 1993  | DKF    |
|                                                        |                       | Jens Bilgrav- Nielsen (1936)       | Minister van Klimaat en Energie  | 4 juni 1988       | 18 december 1990 | RV     |
|                                                        | Lone Dybkjær          | Lone Dybkjær (1940–2020)           | Minister van Milieu              | 4 juni 1988       | 18 december 1990 | RV     |
|                                                        |                       | Ole Vig Jensen (1936–2016)         | Minister van Cultuur             | 4 juni 1988       | 18 december 1990 | RV     |
|                                                        | Anders Fogh Rasmussen | Anders Fogh Rasmussen (1953)       | Minister voor Belastingen        | 10 september 1987 | 20 november 1992 | VDL    |
|                                                        |                       | Torben Rechendorff (1937–2022)     | Minister voor Godsdienst         | 4 juni 1988       | 25 januari 1993  | DKF    |
| Minister van Communicatie                              | 10 januari 1989       | Torben Rechendorff (1937–2022)     |                                  |                   | 25 januari 1993  | DKF    |

Kristensen ·
Hedtoft I ·
Hedtoft II ·
Eriksen ·
Hedtoft III ·
Hansen I ·
Hansen II ·
Kampmann I ·
Kampmann II ·
Krag I ·
Krag II ·
Baunsgaard ·
Krag III ·
Jørgensen I ·
Hartling ·
Jørgensen II ·
Jørgensen III ·
Jørgensen IV ·
Jørgensen V ·
Schlüter I ·
Schlüter II ·
Schlüter III ·
Schlüter IV ·
P.N. Rasmussen I ·
P.N. Rasmussen II ·
P.N. Rasmussen III ·
P.N. Rasmussen IV ·
A.F. Rasmussen I ·
A.F. Rasmussen II ·
A.F. Rasmussen III ·
L.L. Rasmussen I ·
Thorning-Schmidt I ·
Thorning-Schmidt II ·
L.L. Rasmussen II ·
L.L. Rasmussen III ·
Frederiksen I ·
Frederiksen II